# Liste des députés de la Moselle
Liste des députés de la Moselle

## Assemblée législative (1791-1792)
- Antoine Merlin de Thionville
- Jacques Jean Louis Pierron
- Jean-Pierre Mangin
- Hubert Pyrot
- Jacques Augustin Lambert Marin
- Jean-Charles Adam
- Jean-Baptiste Dominique Rolland
- Jean-Pierre Couturier

## Convention nationale(1792-1795)
- Nicolas Hentz
- Didier Thirion
- Antoine Merlin de Thionville
- François Nicolas Anthoine
- Jean-Étienne Bar
- Henri Karcher
- Joseph Becker
- Jean-Pierre Couturier
- Nicolas François Blaux

## Conseil des Cinq-Cents(1795-1799)
- Paul Abraham Giral
- Antoine Merlin de Thionville
- Nicolas Barthélemy
- Jacques-Nicolas Husson
- Charles Hannaire-Viéville
- Jean-Baptiste Dominique Rolland
- Hubert Lemaire
- Henri Karcher
- Balthazar Faure
- Jean-Pierre Couturier

## Corps législatif(1800-1814)
- Jean-Jacques Dumaire
- François Durbach
- Claude Nicolas François Colchen
- Joseph Léopold Saget
- Claude Nicolas Emmery
- Nicolas François Berteaux

## Chambre des députés des départements (1reRestauration)
- Jean-Jacques Dumaire
- François Durbach
- Claude Nicolas François Colchen
- Claude Nicolas Emmery

## Chambre des représentants (Cent-Jours)
- Louis Bouvier-Dumolart
- François Nicolas Roger-Belloguet
- Paul Grenier
- François Durbach
- Nicolas Barthélemy
- Jean-Baptiste Dominique Rolland
- Jean-François Thurin

## Chambre des députés des départements (2eRestauration)

### Irelégislature(1815–1816)
- François de Wendel (1778-1825)
- Louis François Mennessier
- Jean-Baptiste Voysin de Gartempe
- Dominique-Charles-Ignace d'Hausen de Weidesheim
- Hubert Pyrot
- Jean Ernouf
- Philippe Antoine Vogt d'Hunolstein
- Joseph de Jobal

### IIelégislature(1816-1823)
- Jean Baptiste Joseph de Lardemelle (de 1822 à 1823)
- François de Wendel (1778-1825)
- Pierre Charles Maud'huy
- Jean-Baptiste Pierre de Semellé
- Joseph de Turmel
- François Gabriel Simon
- Paul Grenier (général)
- Jacques Le Bourgeois du Cherray
- François Durand de Tichemont
- Joseph-Gaspard d'Hoffelize
- Jean-Baptiste Voysin de Gartempe
- Dominique-Charles-Ignace d'Hausen de Weidesheim
- Jean Ernouf
- Jean-Baptiste Dominique Rolland

### IIIelégislature(1824-1827)
- François de Wendel (1778-1825)
- Jean Baptiste Joseph de Lardemelle
- Marie-Césaire du Teil
- François Marchand-Collin
- Joseph de Turmel
- François Gabriel Simon
- François Durand de Tichemont
- Joseph-Gaspard d'Hoffelize

### IVelégislature(1828-1830)
- Jean Baptiste Joseph de Lardemelle
- Auguste de Balsac
- Joseph Michel de Saint-Albin
- Marie-Césaire du Teil
- François Marchand-Collin
- Joseph de Turmel
- François Gabriel Simon
- François Durand de Tichemont

### Velégislature(23 juin 1830-28 juillet 1830)
- Henri-Joseph Paixhans
- Jacques de Milleret
- Jean Poulmaire
- Jean-Baptiste Pierre de Semellé
- François Durand de Tichemont

## Chambre des députés (monarchie de Juillet)

### IreLégislature(3 juillet 1830 - 31 mai 1831)
- Henri-Joseph Paixhans
- Jacques de Milleret, démissionne en 1831, remplacé par Henri de Rigny
- Jean Poulmaire
- Jean Baptiste Joseph de Lardemelle
- Jean-Baptiste Pierre de Semellé
- Jean-Baptiste Bouchotte
- François Durand de Tichemont

### IIeLégislature(1831-1834)
- Narcisse Parant
- Nicolas Charpentier
- Jean-François Génot
- Pierre Joseph Chédeaux décédé en 1832, remplacé par Henri-Joseph Paixhans
- Jean Poulmaire

### IIIeLégislature(1834-1837)
- Jean Poulmaire décédé en 1836, remplacé par Louis Marie Vogt d'Hunolstein
- Narcisse Parant
- Jean-François Génot
- Henri-Joseph Paixhans
- Virgile Schneider
- Jean-Baptiste Pierre de Semellé
- Charles-François de Ladoucette

### IVeLégislature(1837-1839)
- Louis Marie Vogt d'Hunolstein
- Narcisse Parant
- Barthélemy Bompard
- Henri-Joseph Paixhans
- Virgile Schneider
- Charles-François de Ladoucette

### VeLégislature(1839-1842)
- Louis Marie Vogt d'Hunolstein
- Narcisse Parant
- Nicolas Charpentier
- Henri-Joseph Paixhans
- Virgile Schneider
- Charles-François de Ladoucette

### VIeLégislature(1842-1846)
- Louis Marie Vogt d'Hunolstein
- Paul-Joseph Ardant
- Fulcrand Roux décédé en 1845, remplacé par Jean-François Pidancet
- Henri-Joseph Paixhans
- Virgile Schneider
- Charles-François de Ladoucette

### VIIeLégislature(17/08/1846-24/02/1848)
- Louis Marie Vogt d'Hunolstein
- Paul-Joseph Ardant
- Jean-François Pidancet
- Virgile Schneider décédé en 1847, remplacé par Charles Gabriel César Gudin
- Henri-Joseph Paixhans
- Charles-François de Ladoucette

## IIeRépublique
Élections au suffrage universel masculin à partir de 1848

### Assemblée nationale constituante (1848-1849)
- Gustave Rolland
- Jean Reynaud
- Charles-Auguste Salmon
- Louis Charles Valette
- Achille Deshayes
- Jean Joseph Labbé
- Auguste Dornès
- Charles François Woirhaye
- Jean-Baptiste Espagne
- Libre Bardin
- Étienne Antoine
- Nicolas Totain
- Jean-Victor Poncelet

### Assemblée nationale législative (1849-1851)
- Charles de Wendel
- Charles Loetitia de Ladoucette
- Alfred de Faultrier
- Charles-Auguste Salmon
- Louis Marie Vogt d'Hunolstein
- Napoléon Joseph Ney
- Louis de Salis-Haldenstein
- Pierre Sonis
- Charles Paul du Coëtlosquet
- Alphée Bourdon de Vatry
- Michel Jacques François Achard

## Second Empire

### Irelégislature(1852-1857)
- Charles de Wendel
- Alexandre de Geiger
- Pierre-François Hennocque

### IIelégislature(1857-1863)
- Charles de Wendel
- Alexandre de Geiger
- Pierre-François Hennocque

### IIIelégislature(1863-1869)
- Charles de Wendel démissionne en 1867, remplacé par Stéphen Liégeard
- Alexandre de Geiger nommé sénateur en 1868, remplacé par Charles Le Joindre
- Pierre-François Hennocque

### IVelégislature(1869-1870)
- Stéphen Liégeard
- Ernest de Bouteiller
- Charles Le Joindre

## Assemblée nationale(1871-1876)
Le Traité préliminaire de paix du 26 février 1871 est ratifié le 1er mars par l'Assemblée nationale. Les 35 députés des territoires cédés d'Alsace-Moselle démissionnent à l'issue de la séance dont 6 députés mosellans. Les deux autres députés sont rattachés au nouveau département de Meurthe-et-Moselle et siègent jusqu'aux élections de 1876.
| Nom                                  | Département | Date d'élection complémentaireRaison | Date de fin de mandat anticipéeRaison | Étiquette/Parti                          |
| ------------------------------------ | ----------- | ------------------------------------ | ------------------------------------- | ---------------------------------------- |
| Prosper André (1829-1883)            | Moselle     | 8 février 1871                       | 1er mars 1871 (Démission)             | Républicain Député protestataire         |
| Édouard Bamberger (1825-1910)        | Moselle     | 8 février 1871                       | 7 mars 1876                           | Gauche républicaine Député protestataire |
| Paul Bardon (1823-1908)              | Moselle     | 8 février 1871                       | 1er mars 1871 (Démission)             | Républicain Député protestataire         |
| Félix Deschange (1832-1916)          | Moselle     | 8 février 1871                       | 7 mars 1876                           | Gauche républicaine Député protestataire |
| Napoléon Xavier Dornès (1802-1879)   | Moselle     | 8 février 1871                       | 1er mars 1871 (Démission)             | Député protestataire                     |
| Louis-Amédée Humbert (1814-1876)     | Moselle     | 8 février 1871                       | 1er mars 1871 (Démission)             | Gauche républicaine Député protestataire |
| Théophile Nicolas Noblot (1824-1891) | Moselle     | 8 février 1871                       | 1er mars 1871 (Démission)             | Gauche républicaine Député protestataire |
| Louis Rehm (1814-1885)               | Moselle     | 8 février 1871                       | 1er mars 1871 (Démission)             | Député protestataire                     |

## IIIeRépublique

### XIIelégislature(1919-1924)
Les élections législatives de 1919 furent organisées au scrutin proportionnel de liste. Elles marquèrent au niveau national la victoire du "Bloc national" de centre-droit.
Liste de l'Union républicaine lorraine
- Charles François, Conseiller général du canton de Delme, Entente républicaine démocratique
- Guy de Wendel, Entente républicaine démocratique
- Louis Hackspill, Entente républicaine démocratique
- Jean-Pierre Jean, Entente républicaine démocratique
- Louis Ernest de Maud'huy, Entente républicaine démocratique, décédé en cours de mandat, le 16 juillet 1921, non remplacé
- Louis Meyer, Entente républicaine démocratique
- Robert Schuman, Entente républicaine démocratique
- Robert Sérot, Entente républicaine démocratique

Source : Barodet, sur le site de l'Assemblée Nationale - https://bibnum.sciencespo.fr/s/catalogue/ark:/46513/sc16m2kz#?c=&m=&s=&cv=

### XIIIelégislature(1924-1928)
Les élections législatives de 1924 furent organisées au scrutin proportionnel de liste. Elles marquèrent au niveau national national la victoire du "Cartel des gauches".
Liste d'Union républicaine lorraine
- Robert Schuman, Union républicaine démocratique
- Robert Sérot, Union républicaine démocratique
- Édouard Moncelle, Union républicaine démocratique
- Guy de Wendel, Union républicaine démocratique, élu sénateur en 1927, non remplacé
- Charles François, Union républicaine démocratique
- Louis Meyer, Démocrate - Parti démocrate populaire
- Théodore Paqué, Union républicaine démocratique
- Gaston Louis, Démocrate - Parti démocrate populaire

Source : Barodet sur le site de l'Assemblée Nationale - https://bibnum.sciencespo.fr/s/catalogue/ark:/46513/sc16m1m0#?c=&m=&s=&cv=

### XIVelégislature(1928-1932)
Les élections législatives furent au scrutin d'arrondissement majoritaire à deux tours de 1928 à 1936.
- Thionville-Est : Robert Schuman, Indépendant
- Metz-2 : Robert Sérot, Union républicaine démocratique
- Metz-1 : Édouard Moncelle, Union républicaine démocratique
- Thionville-Ouest : Émile Béron, PC-SFIC
- Sarreguemines : Henri Nominé, Union républicaine démocratique
- Forbach / Sarralbe : Victor Doeblé, PC-SFIC
- Sarrebourg : Émile Peter, Action démocratique et sociale
- Château-Salins / Grostenquin : Jules Wolff, Union républicaine démocratique
- Boulay / Saint-Avold : Jean Labach, Démocrate Populaire

Source : Élections législatives 22-29 avril 1928 de Georges Lachapelle - https://gallica.bnf.fr/ark:/12148/bpt6k320439r.texteImage#

### XVelégislature(1932-1936)
- Thionville-Ouest : Émile Béron, Non-inscrit (dissident communiste)
- Forbach / Sarralbe : Victor Doeblé, Gauche indépendante (dissident communiste)
- Metz-1 : Édouard Moncelle, Centre républicain
- Sarreguemines : Henri Nominé, Non-inscrit (Droite)
- Sarrebourg : Émile Peter, Démocrate Populaire
- Thionville-Est : Robert Schuman, Démocrate Populaire
- Metz-2 : Robert Sérot, Républicain et social
- Boulay / Saint-Avold : Alex Wiltzer, Indépendant d'action économique, sociale et paysanne
- Château-Salins / Grostenquin : Jules Wolff, Fédération républicaine, élu sénateur en 1933, remplacé par Lucien Genois, Fédération républicaine

### XVIelégislature(1936-1940)
- Château-Salins / Grostenquin : François Beaudoin, Agraire indépendant. Arrêté par la Gestapo à Tours, le 14 septembre 1943, interné puis déporté le 26 avril 1944, il sera fusillé à Flossenburg (Saxe), le 15 avril 1945. Mort pour la France.
- Thionville-Ouest : Émile Béron, Gauche indépendante, Front Populaire
- Forbach / Sarralbe : Paul Harter, Indépendants d'action populaire
- Sarreguemines : Arthur Heid, Indépendants d'action populaire
- Metz-1 : Édouard Moncelle, Indépendants républicains
- Sarrebourg : Émile Peter, Indépendants d'action populaire
- Thionville-Est : Robert Schuman, Parti démocrate populaire
- Metz-2 : Robert Sérot, Républicains indépendants et d'action sociale
- Boulay / Saint-Avold : Alex Wiltzer, Indépendants d'action populaire

## Quatrième République

### Première Assemblée Nationale Constituante (1945-1946)
- M. Jacques Baumel - UDSR
- M. Émile Engel - MRP
- M. Alfred Krieger - UDSR
- M. Pierre Muller - PCF
- M. Robert Schuman - MRP
- M. Robert Sérot - RI
- M. Jules Thiriet - MRP

### Deuxième Assemblée Nationale Constituante (1946)
- M. Émile Engel - MRP
- M. Henri Giraud - PRL
- M. Alfred Krieger - UDSR
- M. Pierre Muller - PCF
- M. Joseph Schaff - MRP
- M. Robert Schuman - MRP
- M. Jules Thiriet - MRP

### IreLégislature 1946/1951
(élections à la proportionnelle)
- M. Alfred Krieger - UDSR
- M. Raymond Mondon - UDSR
- M. Pierre Muller - PCF, remplacé le 30 janvier 1947 par Mme Anne-Marie Schell - PCF
- M. Jean Sauder - MRP
- M. Joseph Schaff - MRP
- M. Robert Schuman - MRP
- M. Jules Thiriet - MRP

### IIeLégislature 1951/1956
(élections à la proportionnelle)
- M. Alfred Krieger - RPF
- M. Raymond Mondon - RPF
- M. Pierre Muller - PCF
- M. René Peltre - CNIP
- M. Joseph Schaff - MRP
- M. Robert Schuman - MRP
- M. Jules Thiriet - RPF

### IIIeLégislature 1956/1958
(élections à la proportionnelle)
- M. Émile Engel - MRP
- M. Raymond Mondon - CNIP
- M. Hippolyte Ramel - CNIP
- M. Joseph Schaff - MRP
- M. Robert Schuman - MRP
- M. Jean Seitlinger - MRP
- M. Jules Thiriet - CNIP

## Cinquième République

### Irelégislature (1958-1962)
| Circonscription     | Identité                                          | Parti   | À partir du     | Jusqu'au       | Note |
| ------------------- | ------------------------------------------------- | ------- | --------------- | -------------- | ---- |
| 1re circonscription | Raymond Mondon suppléant : Gustave Barthélemy     | CNI     | 9 décembre 1958 | 9 octobre 1962 |      |
| 2e circonscription  | Paul Mirguet suppléant : André Semin              | UNR     | 9 décembre 1958 | 9 octobre 1962 |      |
| 3e circonscription  | Jean Delrez suppléant Martial Blanrue             | DVD-MRP | 9 décembre 1958 | 9 octobre 1962 |      |
| 4e circonscription  | Robert Schuman suppléant : Georges Ditsch         | MRP     | 9 décembre 1958 | 9 octobre 1962 |      |
| 5e circonscription  | Félix Mayer suppléant : Pierre Potier             | MRP     | 9 décembre 1958 | 9 octobre 1962 |      |
| 6e circonscription  | Jean Coumaros suppléant : Jean-Baptiste Posthover | UNR     | 9 décembre 1958 | 9 octobre 1962 |      |
| 7e circonscription  | Jean Seitlinger                                   | MRP     | 9 décembre 1958 | 9 octobre 1962 |      |
| 8e circonscription  | Georges Thomas suppléant : Pierre Hourt           | MRP     | 9 décembre 1958 | 9 octobre 1962 |      |

### IIelégislature (1962-1967)
| Circonscription     | Identité                                                  | Parti   | À partir du     | Jusqu'au     | Note |
| ------------------- | --------------------------------------------------------- | ------- | --------------- | ------------ | ---- |
| 1re circonscription | Raymond Mondon suppléant : Armand Nass                    | RI      | 6 décembre 1962 | 2 avril 1967 |      |
| 2e circonscription  | Joseph Schaff suppléant : Paul Mayot                      | MRP     | 6 décembre 1962 | 2 avril 1967 |      |
| 3e circonscription  | Jean-Louis Gasparini suppléant : Gilbert Guérin-Pétrement | UNR-UDT | 6 décembre 1962 | 2 avril 1967 |      |
| 4e circonscription  | Maurice Schnebelen suppléant : Robert Schmitt             | RI      | 6 décembre 1962 | 2 avril 1967 |      |
| 5e circonscription  | Julien Schvartz suppléant : Louis Kieffer                 | UNR-UDT | 6 décembre 1962 | 2 avril 1967 |      |
| 6e circonscription  | Jean Coumaros suppléant Louis Houpert                     | UNR-UDT | 6 décembre 1962 | 2 avril 1967 |      |
| 7e circonscription  | Étienne Hinsberger suppléant : A. Klein                   | UNR-UDT | 6 décembre 1962 | 2 avril 1967 |      |
| 8e circonscription  | Henri Karcher suppléant : Ottmar Hansch                   | UNR-UDT | 6 décembre 1962 | 2 avril 1967 |      |

### IIIelégislature (1967-1968)
| Circonscription     | Identité                                      | Parti | À partir du  | Jusqu'au    | Note |
| ------------------- | --------------------------------------------- | ----- | ------------ | ----------- | ---- |
| 1re circonscription | Raymond Mondon suppléant : Armand Nass        | RI    | 3 avril 1967 | 30 mai 1968 |      |
| 2e circonscription  | Joseph Schaff suppléant : Paul Mayot          | CD    | 3 avril 1967 | 30 mai 1968 |      |
| 3e circonscription  | César Depietri suppléant : Henri Lorang       | PCF   | 3 avril 1967 | 30 mai 1968 |      |
| 4e circonscription  | Maurice Schnebelen suppléant : Jean Schmidt   | RI    | 3 avril 1967 | 30 mai 1968 |      |
| 5e circonscription  | Julien Schvartz suppléant : Louis Kieffer     | UD-Ve | 3 avril 1967 | 30 mai 1968 |      |
| 6e circonscription  | Jean Coumaros suppléant : Joseph Aubertin     | UD-Ve | 3 avril 1967 | 30 mai 1968 |      |
| 7e circonscription  | Étienne Hinsberger suppléant : Maurice Maurer | UD-Ve | 3 avril 1967 | 30 mai 1968 |      |
| 8e circonscription  | Georges Thomas suppléant : Marcel Stock       | UD-Ve | 3 avril 1967 | 30 mai 1968 |      |

### IVelégislature (1968-1973)
| Circonscription     | Identité                                       | Parti | À partir du     | Jusqu'au          | Note |
| ------------------- | ---------------------------------------------- | ----- | --------------- | ----------------- | ---- |
| 1re circonscription | Raymond Mondon Décédé en 1970                  | RI    | 11 juillet 1968 | 22 juillet 1969   | Gvt  |
| 1re circonscription | Armand Nass (suppléant)                        | RI    | 23 juillet 1969 | 1er avril 1973    |      |
| 2e circonscription  | Pierre Kédinger suppléant : Raoul Gama         | UDR   | 11 juillet 1968 | 1er avril 1973    |      |
| 3e circonscription  | Léon Arnould suppléant : Prosper Gaspard       | RI    | 11 juillet 1968 | 1er avril 1973    |      |
| 4e circonscription  | Maurice Schnebelen suppléant : Jean Schmidt    | RI    | 11 juillet 1968 | 1er avril 1973    |      |
| 5e circonscription  | Julien Schvartz suppléant : Louis Kieffer      | UDR   | 11 juillet 1968 | 1er avril 1973    |      |
| 6e circonscription  | Jean Coumaros suppléant : Joseph Aubertin      | UDR   | 11 juillet 1968 | 1er avril 1973    |      |
| 7e circonscription  | Étienne Hinsberger suppléant : Alfred Grinwald | UDR   | 11 juillet 1968 | 1er avril 1973    |      |
| 8e circonscription  | Pierre Messmer                                 | UDR   | 11 juillet 1968 | 12 août 1968      | Gvt  |
| 8e circonscription  | Maurice Jarrige (suppléant)                    | UDR   | 13 août 1968    | 16 septembre 1969 | Dem  |
| 8e circonscription  | Pierre Messmer                                 | UDR   | 21 octobre 1969 | 25 mars 1971      | Gvt  |
| 8e circonscription  | Maurice Jarrige (suppléant)                    | UDR   | 26 mars 1971    | 1er avril 1973    |      |

### Velégislature (1973-1978)
| Circonscription     | Identité                                    | Parti    | À partir du       | Jusqu'au        | Note |
| ------------------- | ------------------------------------------- | -------- | ----------------- | --------------- | ---- |
| 1re circonscription | Jean Kiffer suppléant : Pierre Jacques      | Mvt.réf. | 2 avril 1973      | 2 avril 1978    |      |
| 2e circonscription  | Pierre Kédinger suppléant : Maurice Dero    | UDR      | 2 avril 1973      | 2 avril 1978    |      |
| 3e circonscription  | César Depietri suppléant : Raymond Gatti    | PCF      | 2 avril 1973      | 2 avril 1978    |      |
| 4e circonscription  | Maurice Schnebelen                          | RI       | 2 avril 1973      | 25 mars 1976    | Dcs  |
| 4e circonscription  | Henri Ferretti (suppléant)                  | RI       | 26 mars 1976      | 2 avril 1978    |      |
| 5e circonscription  | Julien Schvartz suppléant : Henri Muller    | UDR      | 2 avril 1973      | 2 avril 1978    |      |
| 6e circonscription  | Anne-Marie Fritsch suppléant : Michel Tatto | Mvt.réf. | 2 avril 1973      | 2 avril 1978    |      |
| 7e circonscription  | Jean Seitlinger suppléant : Raymond Lampert | CDP      | 2 avril 1973      | 2 avril 1978    |      |
| 8e circonscription  | Pierre Messmer                              | UDR      | 2 avril 1973      | 3 mai 1973      | Gvt  |
| 8e circonscription  | Maurice Jarrige (suppléant)                 | UDR      | 4 mai 1973        | 12 juillet 1974 | Dem  |
| 8e circonscription  | Pierre Messmer                              | UDR      | 29 septembre 1974 | 2 avril 1978    |      |

### VIelégislature (1978-1981)
| Circonscription     | Identité                                     | Parti | À partir du  | Jusqu'au    | Note |
| ------------------- | -------------------------------------------- | ----- | ------------ | ----------- | ---- |
| 1re circonscription | Jean Laurain suppléant : Nicolas Schiffler   | PS    | 3 avril 1978 | 22 mai 1981 |      |
| 2e circonscription  | Jean-Louis Masson suppléant : Patrice Bénini | RPR   | 3 avril 1978 | 22 mai 1981 |      |
| 3e circonscription  | César Depietri suppléant : Raymond Gatti     | PCF   | 3 avril 1978 | 22 mai 1981 |      |
| 4e circonscription  | Henri Ferretti suppléant : Jean-Pierre Heitz | UDF   | 3 avril 1978 | 22 mai 1981 |      |
| 5e circonscription  | Julien Schvartz suppléant : Gérald Jawurek   | RPR   | 3 avril 1978 | 22 mai 1981 |      |
| 6e circonscription  | Jean-Éric Bousch suppléant : Daniel Sudan    | RPR   | 3 avril 1978 | 22 mai 1981 |      |
| 7e circonscription  | Jean Seitlinger suppléant : Raymond Lampert  | UDF   | 3 avril 1978 | 22 mai 1981 |      |
| 8e circonscription  | Pierre Messmer suppléant : Roger Husson      | RPR   | 3 avril 1978 | 22 mai 1981 |      |

### VIIelégislature (1981-1986)
| Circonscription     | Identité                                     | Parti | À partir du     | Jusqu'au        | Note |
| ------------------- | -------------------------------------------- | ----- | --------------- | --------------- | ---- |
| 1re circonscription | Jean Laurain                                 | PS    | 2 juillet 1981  | 24 juillet 1981 | Gvt  |
| 1re circonscription | Nicolas Schiffler (suppléant)                | PS    | 25 juillet 1981 | 1er avril 1986  |      |
| 2e circonscription  | Jean-Louis Masson suppléant : Patrice Bénini | RPR   | 2 juillet 1981  | 1er avril 1986  |      |
| 3e circonscription  | René Drouin suppléant : Roland Marchesin     | PS    | 2 juillet 1981  | 1er avril 1986  |      |
| 4e circonscription  | Robert Malgras suppléant : René Baryga       | PS    | 2 juillet 1981  | 1er avril 1986  |      |
| 5e circonscription  | Charles Metzinger suppléant : Roger Hesling  | PS    | 2 juillet 1981  | 1er avril 1986  |      |
| 6e circonscription  | Paul Bladt suppléant : Robert Rossler        | PS    | 2 juillet 1981  | 1er avril 1986  |      |
| 7e circonscription  | Jean Seitlinger                              | UDF   | 2 juillet 1981  | 1er avril 1986  |      |
| 8e circonscription  | Pierre Messmer suppléant : Martial Villemin  | RPR   | 2 juillet 1981  | 1er avril 1986  |      |

### VIIIelégislature (1986-1988)
10 députés élus à la proportionnelle :
- Jean-Marie Demange (RPR)
- René Drouin (PS)
- Guy Herlory (FN)
- Denis Jacquat (UDF)
- Jean Kiffer (CNIP) (apparenté RPR)
- Jean Laurain (PS)
- Jean-Louis Masson (RPR)
- Pierre Messmer (RPR)
- Charles Metzinger (PS)
- Jean Seitlinger (UDF)

### IXelégislature (1988-1993)
| Circonscription     | Identité                                           | Parti                     | À partir du  | Jusqu'au         | Note |
| ------------------- | -------------------------------------------------- | ------------------------- | ------------ | ---------------- | ---- |
| 1re circonscription | Jean Laurain suppléant : Nicolas Schiffler         | PS                        | 23 juin 1988 | 1er avril 1993   |      |
| 2e circonscription  | Denis Jacquat suppléant : Marcel Husson            | UDF                       | 23 juin 1988 | 1er avril 1993   |      |
| 3e circonscription  | Jean-Louis Masson suppléant : Pierre Olland        | RPR                       | 23 juin 1988 | 1er avril 1993   |      |
| 4e circonscription  | Aloyse Warhouver suppléante : Jacqueline Warhouver | CDS dissident Non-inscrit | 23 juin 1988 | 1er avril 1993   |      |
| 5e circonscription  | Jean Seitlinger suppléant : Georges Faivre         | UDF                       | 23 juin 1988 | 1er avril 1993   |      |
| 6e circonscription  | Charles Metzinger suppléant : Alain Morisse        | PS                        | 23 juin 1988 | 1er octobre 1992 | Snt  |
| 7e circonscription  | André Berthol suppléant : Jean Schuler             | RPR                       | 23 juin 1988 | 1er avril 1993   |      |
| 8e circonscription  | Jean Kiffer suppléant : Christian Fever            | app.RPR                   | 23 juin 1988 | 1er avril 1993   |      |
| 9e circonscription  | Jean-Marie Demange suppléant : Jean-Pierre Heitz   | RPR                       | 23 juin 1988 | 1er avril 1993   |      |
| 10e circonscription | René Drouin suppléant : Roland Marchesin           | PS                        | 23 juin 1988 | 1er avril 1993   |      |

### Xelégislature (1993-1997)
| Circonscription     | Identité                                           | Parti                            | À partir du  | Jusqu'au      | Note |
| ------------------- | -------------------------------------------------- | -------------------------------- | ------------ | ------------- | ---- |
| 1re circonscription | François Grosdidier suppléant : Serge Wunsch       | RPR                              | 2 avril 1993 | 21 avril 1997 |      |
| 2e circonscription  | Denis Jacquat suppléant : Philippe Grégoire        | UDF                              | 2 avril 1993 | 21 avril 1997 |      |
| 3e circonscription  | Jean-Louis Masson suppléante : Marie-Jo Zimmermann | RPR                              | 2 avril 1993 | 21 avril 1997 |      |
| 4e circonscription  | Aloyse Warhouver suppléante : Jacqueline Warhouver | DVG Groupe République et Liberté | 2 avril 1993 | 21 avril 1997 |      |
| 5e circonscription  | Jean Seitlinger suppléant : Alex Staub, RPR        | UDF                              | 2 avril 1993 | 21 avril 1997 |      |
| 6e circonscription  | Pierre Lang suppléante : Carmen Diligent           | UDF                              | 2 avril 1993 | 21 avril 1997 |      |
| 7e circonscription  | André Berthol suppléant : Jean Schuler             | RPR                              | 2 avril 1993 | 21 avril 1997 |      |
| 8e circonscription  | Jean Kiffer suppléant : Michel Defloraine          | app.RPR                          | 2 avril 1993 | 21 avril 1997 |      |
| 9e circonscription  | Jean-Marie Demange suppléant : Jean-Pierre Heitz   | RPR                              | 2 avril 1993 | 21 avril 1997 |      |
| 10e circonscription | Alphonse Bourgasser suppléant : Denis Schitz       | app.UDF                          | 2 avril 1993 | 21 avril 1997 |      |

### XIelégislature (1997-2002)
| Circonscription     | Identité                                           | Parti | À partir du    | Jusqu'au         | Note                                                               |
| ------------------- | -------------------------------------------------- | ----- | -------------- | ---------------- | ------------------------------------------------------------------ |
| 1re circonscription | Gérard Terrier suppléant : Dominique Gros          | PS    | 1er juin 1997  | 18 juin 2002     |                                                                    |
| 2e circonscription  | Denis Jacquat suppléant : Philippe Grégoire        | UDF   | 1er juin 1997  | 18 juin 2002     |                                                                    |
| 3e circonscription  | Jean-Louis Masson suppléante : Marie-Jo Zimmermann | RPR   | 1er juin 1997  | 16 décembre 1997 | (Annulation de l'élection sur décision du Conseil constitutionnel) |
| 3e circonscription  | Marie-Jo Zimmermann                                | RPR   | 2 février 1998 | 18 juin 2002     |                                                                    |
| 4e circonscription  | Aloyse Warhouver suppléante : Jacqueline Warhouver | PRG   | 1er juin 1997  | 18 juin 2002     |                                                                    |
| 5e circonscription  | Gilbert Maurer suppléant : André Dartevelle        | PS    | 1er juin 1997  | 18 juin 2002     |                                                                    |
| 6e circonscription  | Roland Metzinger suppléant : Jean Kieffer          | PS    | 1er juin 1997  | 18 juin 2002     |                                                                    |
| 7e circonscription  | André Berthol suppléant : Jean Schuler             | RPR   | 1er juin 1997  | 18 juin 2002     |                                                                    |
| 8e circonscription  | Jean-Marie Aubron suppléant : Lionel Fournier      | PS    | 1er juin 1997  | 18 juin 2002     |                                                                    |
| 9e circonscription  | Jean-Marie Demange suppléant : Jean-Marie Blanchet | RPR   | 1er juin 1997  | 18 juin 2002     |                                                                    |
| 10e circonscription | Michel Liebgott suppléant : Michel Paradeis        | PS    | 1er juin 1997  | 18 juin 2002     |                                                                    |

### XIIelégislature (2002-2007)
| Circonscription     | Identité                                            | Parti        | À partir du  | Jusqu'au     | Note |
| ------------------- | --------------------------------------------------- | ------------ | ------------ | ------------ | ---- |
| 1re circonscription | François Grosdidier suppléant : Jean-Claude Mahler  | RPR puis UMP | 19 juin 2002 | 19 juin 2007 |      |
| 2e circonscription  | Denis Jacquat suppléant : Philippe Grégoire         | DL puis UMP  | 19 juin 2002 | 19 juin 2007 |      |
| 3e circonscription  | Marie-Jo Zimmermann suppléant : Jean-Luc Wibratte   | RPR puis UMP | 19 juin 2002 | 19 juin 2007 |      |
| 4e circonscription  | Alain Marty suppléant Fernand Lormant               | RPR puis UMP | 19 juin 2002 | 19 juin 2007 |      |
| 5e circonscription  | Céleste Lett suppléant : Alex Staub, RPR/UMP        | UDF puis UMP | 19 juin 2002 | 19 juin 2007 |      |
| 6e circonscription  | Pierre Lang suppléant : Pierre-Marie Bour           | DL puis UMP  | 19 juin 2002 | 19 juin 2007 |      |
| 7e circonscription  | André Berthol suppléant : Claude Bitte              | RPR puis UMP | 19 juin 2002 | 19 juin 2007 |      |
| 8e circonscription  | Jean-Marie Aubron suppléant : Patrick Krzyzanski    | PS           | 19 juin 2002 | 19 juin 2007 |      |
| 9e circonscription  | Jean-Marie Demange suppléant : Patrick Luxembourger | RPR puis UMP | 19 juin 2002 | 19 juin 2007 |      |
| 10e circonscription | Michel Liebgott suppléant : Jacky Aliventi          | PS           | 19 juin 2002 | 19 juin 2007 |      |

### XIIIelégislature (2007-2012)
| Circonscription     | Identité                                            | Parti | À partir du      | Jusqu'au         | Note                                                                                                   |
| ------------------- | --------------------------------------------------- | ----- | ---------------- | ---------------- | --- |
| 1re circonscription | François Grosdidier                                 | UMP   | 20 juin 2007     | 1er octobre 2011 | Snt |
| 2e circonscription  | Denis Jacquat suppléant : Philippe Grégoire         | UMP   | 20 juin 2007     | 19 juin 2012     | |
| 3e circonscription  | Marie-Jo Zimmermann (suppléant : Jean-Luc Wibratte) | UMP   | 20 juin 2007     | 19 juin 2012     | |
| 4e circonscription  | Alain Marty suppléant : Fernand Lormant             | UMP   | 20 juin 2007     | 19 juin 2012     | |
| 5e circonscription  | Céleste Lett suppléant : Alex Staub                 | UMP   | 20 juin 2007     | 19 juin 2012     | |
| 6e circonscription  | Pierre Lang suppléant : Pierre-Marie Bour           | UMP   | 20 juin 2007     | 19 juin 2012     | |
| 7e circonscription  | André Wojciechowski suppléant : Claude Bitte        | UMP   | 20 juin 2007     | 19 juin 2012     | |
| 8e circonscription  | Aurélie Filippetti suppléante : Joëlle Borowski     | PS    | 20 juin 2007     | 16 juin 2012     | Joëlle Borowski lui succède du 17 au 19 juin 2012, après sa nomination dans le gouvernement Ayrault I. |
| 9e circonscription  | Jean-Marie Demange                                  | UMP   | 20 juin 2007     | 17 novembre 2008 | Dcs |
| 9e circonscription  | Anne Grommerch (suppléante)                         | UMP   | 18 novembre 2008 | 19 juin 2012     | |
| 10e circonscription | Michel Liebgott suppléant : Jacky Aliventi          | PS    | 20 juin 2007     | 19 juin 2012     | |

### XIVelégislature (2012-2017)
| Circonscription     | Identité            | Parti | À partir du       | Jusqu'au          | Note    |
| ------------------- | ------------------- | ----- | ----------------- | ----------------- | ------- |
| 1re circonscription | Aurélie Filippetti  | PS    | 20 juin 2012      | 21 juillet 2012   | Gvt     |
| 1re circonscription | Gérard Terrier      | PS    | 22 juillet 2012   | 26 septembre 2014 |         |
| 1re circonscription | Aurélie Filippetti  | PS    | 27 septembre 2014 | 20 juin 2017      |         |
| 2e circonscription  | Denis Jacquat       | UMP   | 20 juin 2012      | 20 juin 2017      |         |
| 3e circonscription  | Marie-Jo Zimmermann | UMP   | 20 juin 2012      | 20 juin 2017      |         |
| 4e circonscription  | Alain Marty         | UMP   | 20 juin 2012      | 20 juin 2017      |         |
| 5e circonscription  | Céleste Lett        | UMP   | 20 juin 2012      | 20 juin 2017      |         |
| 6e circonscription  | Laurent Kalinowski  | PS    | 20 juin 2012      | 20 juin 2017      |         |
| 7e circonscription  | Paola Zanetti       | PS    | 20 juin 2012      | 20 juin 2017      |         |
| 8e circonscription  | Michel Liebgott     | PS    | 20 juin 2012      | 20 juin 2017      |         |
| 9e circonscription  | Anne Grommerch      | UMP   | 20 juin 2012      | 15 avril 2016     | décédée |
| 9e circonscription  | Patrick Weiten      | UDI   | 15 avril 2016     | 20 juin 2017      |         |

### XVelégislature (2017-2022)
| Circonscription     | Identité                                             | Parti | À partir du  | Jusqu'au     | Note |
| ------------------- | ---------------------------------------------------- | ----- | ------------ | ------------ | ---- |
| 1re circonscription | Belkhir Belhaddad suppléante : Martine Sas-Barondeau | LREM  | 21 juin 2017 | 21 juin 2022 |      |
| 2e circonscription  | Ludovic Mendes suppléante : Angèle Bachel            | LREM  | 21 juin 2017 | 21 juin 2022 |      |
| 3e circonscription  | Richard Lioger suppléante : Anne Maringer            | LREM  | 21 juin 2017 | 21 juin 2022 |      |
| 4e circonscription  | Fabien Di Filippo suppléant : Jérôme End             | LR    | 21 juin 2017 | 21 juin 2022 |      |
| 5e circonscription  | Nicole Gries-Trisse suppléant : François Bourbeau    | LREM  | 21 juin 2017 | 21 juin 2022 |      |
| 6e circonscription  | Christophe Arend suppléante : Anaïs Schaaf           | LREM  | 21 juin 2017 | 21 juin 2022 |      |
| 7e circonscription  | Hélène Zannier suppléant : Umit Yildirim             | LREM  | 21 juin 2017 | 21 juin 2022 |      |
| 8e circonscription  | Brahim Hammouche suppléante : Aurélie Takacs         | MoDem | 21 juin 2017 | 21 juin 2022 |      |
| 9e circonscription  | Isabelle Rauch suppléant : Benjamin Cliquennois      | LREM  | 21 juin 2017 | 21 juin 2022 |      |

### XVIelégislature (2022-2024)
| Circonscription     | Identité                                             | Parti    | À partir du  | Jusqu'au    | Note |
| ------------------- | ---------------------------------------------------- | -------- | ------------ | ----------- | ---- |
| 1re circonscription | Belkhir Belhaddad suppléante : Martine Sas-Barondeau | LREM     | 22 juin 2022 | 9 juin 2024 |      |
| 2e circonscription  | Ludovic Mendes suppléant : François Henrion          | LREM     | 22 juin 2022 | 9 juin 2024 |      |
| 3e circonscription  | Charlotte Leduc suppléant : Sylvain Brousse          | LFI      | 22 juin 2022 | 9 juin 2024 |      |
| 4e circonscription  | Fabien Di Filippo suppléant : Jérôme End             | LR       | 22 juin 2022 | 9 juin 2024 |      |
| 5e circonscription  | Vincent Seitlinger suppléante : Evelyne Firtion      | LR       | 22 juin 2022 | 9 juin 2024 |      |
| 6e circonscription  | Kévin Pfeffer suppléant : Philippe Sobczyk           | RN       | 22 juin 2022 | 9 juin 2024 |      |
| 7e circonscription  | Alexandre Loubet suppléante : Magali Chatelain       | RN       | 22 juin 2022 | 9 juin 2024 |      |
| 8e circonscription  | Laurent Jacobelli suppléant : Fabien Engelmann       | RN       | 22 juin 2022 | 9 juin 2024 |      |
| 9e circonscription  | Isabelle Rauch suppléant : Emmanuel Bertin           | Horizons | 22 juin 2022 | 9 juin 2024 |      |

### XVIIelégislature (2024-)
| Circonscription     | Identité                                           | Parti    | À partir du     | Jusqu'au | Note |
| ------------------- | -------------------------------------------------- | -------- | --------------- | -------- | ---- |
| 1re circonscription | Belkhir Belhaddad suppléante : Martine Barondeau   | REN      | 18 juillet 2024 |          |      |
| 2e circonscription  | Ludovic Mendes suppléant : François Henrion        | app.REN  | 18 juillet 2024 |          |      |
| 3e circonscription  | Nathalie Colin-Oesterlé suppléant : Serge Wolljung | app.HOR  | 18 juillet 2024 |          |      |
| 4e circonscription  | Fabien Di Filippo suppléant : Jérôme End           | LR       | 18 juillet 2024 |          |      |
| 5e circonscription  | Pascal Jenft suppléante : Laurent Sadler           | RN       | 18 juillet 2024 |          |      |
| 6e circonscription  | Kévin Pfeffer suppléant : Philippe Sobczyk         | RN       | 18 juillet 2024 |          |      |
| 7e circonscription  | Alexandre Loubet suppléante : Xavier Cerveau       | RN       | 18 juillet 2024 |          |      |
| 8e circonscription  | Laurent Jacobelli suppléant : Fabien Engelmann     | RN       | 18 juillet 2024 |          |      |
| 9e circonscription  | Isabelle Rauch suppléant : Lucas Grandjean         | Horizons | 18 juillet 2024 |          |      |